# Tumor benigno

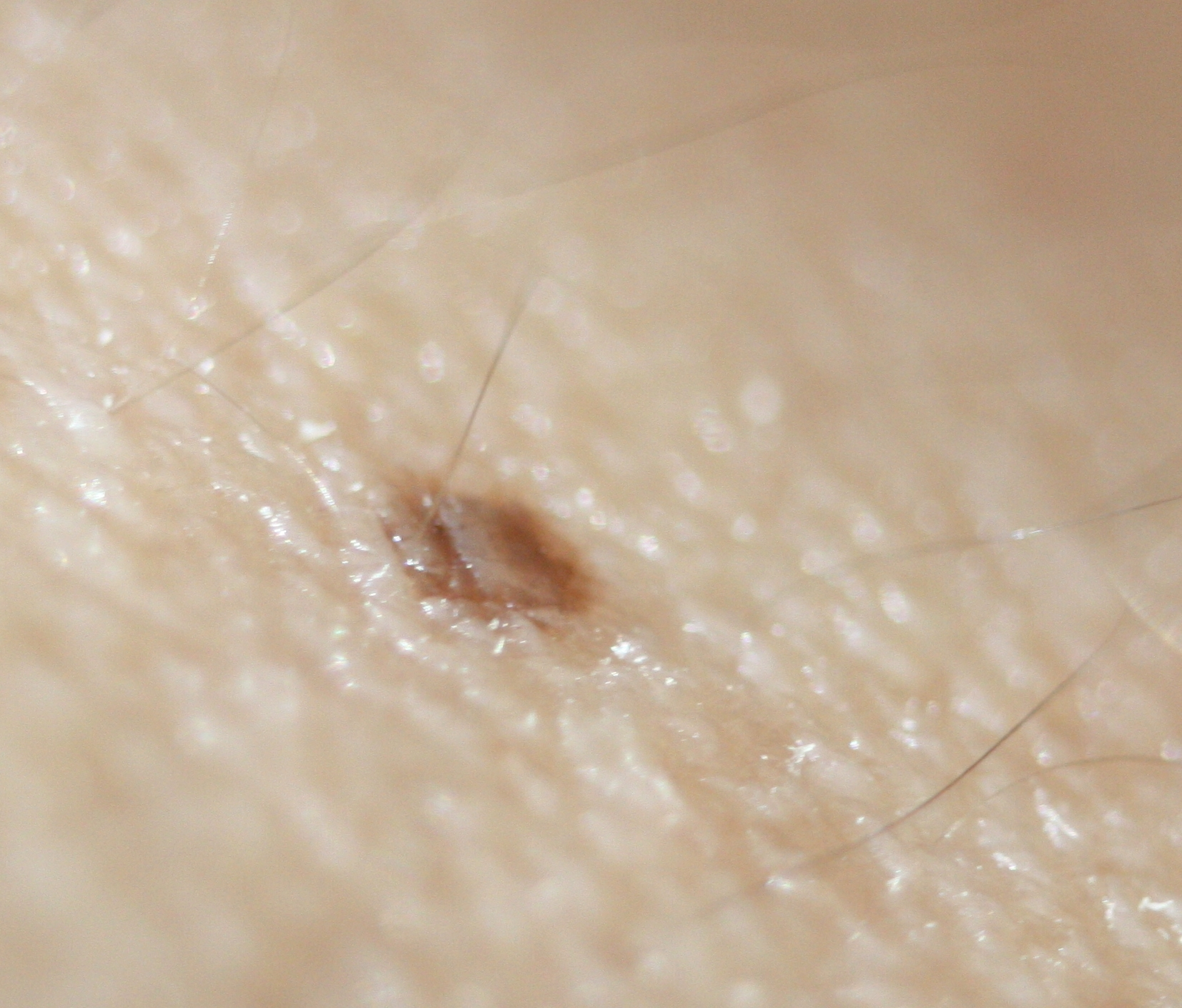
Nevus melanocítico, un tipo muy frecuente de tumor benigno.

Un tumor benigno es un tipo de neoplasia que carece de la malignidad de los tumores cancerosos. Por definición, este tipo de tumor no crece en forma desproporcionada ni agresiva; no invade tejidos adyacentes y no hace metástasis a tejidos u órganos distantes. Ejemplos comunes de tumor benigno son el nevus melanocítico y miomas uterino.
El término «benigno» implica que, generalmente, es una afección autolimitada y no progresiva; y, en términos generales, no implica una amenaza grave para la salud. Sin embargo, algunas neoplasias catalogadas como benignas, aunque carecen de propiedades invasivas, pueden ocasionar complicaciones graves. Por ejemplo, algunos de estos tumores pueden producir efecto de masa (compresión de un órgano o estructura vascular o nerviosa); otros, como los procedentes de tejidos endocrinos, son productores de cantidades excesivas de hormonas (adenoma tiroideo tóxico y el adenoma hipofisiario).  
Normalmente, los tumores benignos están rodeados por una cápsula externa que impide la extensión local a otros tejidos. No obstante, algunos tipos de tumor tienen el potencial de hacerse malignos como el teratoma.

## Clasificación

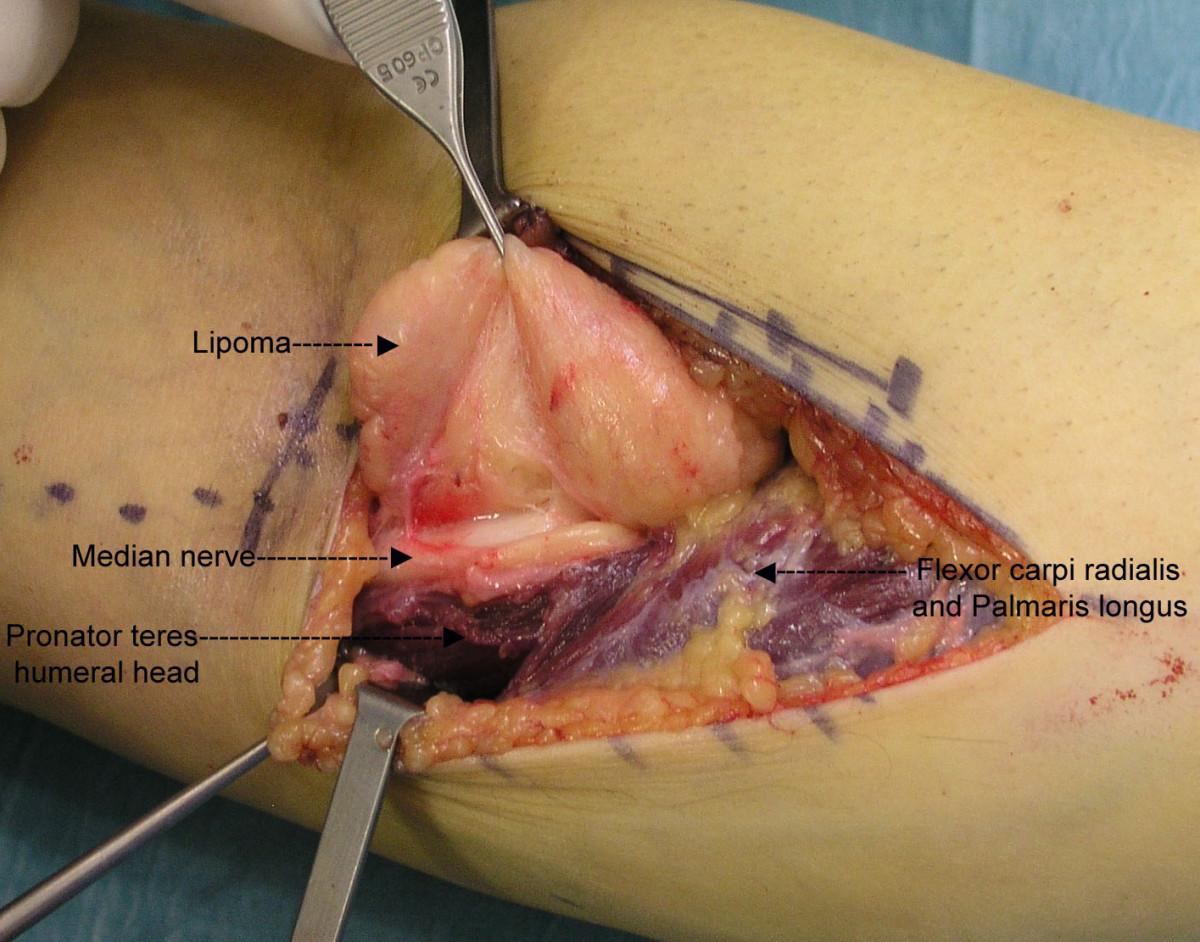
Vista intraoperatoria de un Lipoma.

El término «tumor» en el sentido amplio significa «hinchazón», y «tumor benigno» sirve para designar todas las proliferaciones tisulares anormales que no son catalogadas como cáncer. En la práctica, la mayoría son neoplasias, es decir, masas que contienen una discreta población de células que proliferan de una forma independiente. Por ejemplo, una entidad que puede denominarse tumor, pero que no es una neoplasia, es un hamartoma.
Generalmente, los tumores benignos se componen de células muy similares en apariencia a las del tipo de tejido que las origina. Son denominadas de acuerdo a este tipo de tejido seguido del sufijo, «-oma». Por ejemplo, un lipoma es una tumor benigno frecuente proveniente de las células grasas o adipocitos; un condroma se origina en las células que originan el cartílago, los condrocitos. Los adenomas son tumores benignos de células glandulares, y se designan frecuentemente especificando el órgano que les dio origen, un ejemplo serían los adenomas hepáticos. Existen algunos tumores malignos que mantienen una denominación de acuerdo a la convención de los benignos, por razones históricas; algunos ejemplos son el melanoma (cáncer de las células pigmentarias llamadas melanocitos) y el seminoma (una clase de cáncer de células germinales).
En algunos casos, ciertos tumores benignos generan una afección maligna, debido a la ocurrencia de alteraciones genéticas adicionales en una subpoblación de células neoplásicas de comportamiento benigno. Un ejemplo notable de ello es el adenoma tubular, un tipo de pólipo de colon, el cual es un precursor común del cáncer de colon. Este tipo de tumor, como la mayoría de tumores benignos que progresan a cáncer, muestra anormalidades en la apariencia y maduración celular, conocidas como displasia. Estas anormalidades no son observadas en los tumores benignos, que raramente o nunca se convierten en malignos, pero sí son observadas con frecuencia en lesiones precancerosas que no forman masas propiamente dichas como la neoplasia cervical intraepitelial.

## Signos y síntomas
Los tumores benignos pueden causar:
- Hemorragia con pérdida de sangre que ocasiona anemia (frecuente en los pólipos colorectales)
- Anomalías cosméticas
- Efecto de masa (compresión de un órgano o estructura vascular o nerviosa)
- Producción de hormonas

Síndromes secundarios a hiperproducción hormonal (por ejemplo, hipertiroidismo) Compresión de vasos sanguíneos u órganos vitales

## Tratamiento
Muchos de los tumores benignos no requieren tratamiento. Si llegan a producir síntomas o representar un riesgo para la salud o implicar una preocupación cosmética para el afectado, la cirugía es el tratamiento más adecuado. La mayoría de estos tumores no responden a la quimioterapia ni a la radioterapia.